# Juillé (Charente)
Pour les articles homonymes, voir Juillé.
Juillé est une commune du Sud-Ouest de la France, située dans le département de la Charente (région Nouvelle-Aquitaine).

## Géographie

### Localisation et accès
Juillé est une commune du Nord Charente située à 7 km au nord-ouest de Mansle, le chef-lieu de son canton et 31 km au nord d'Angoulême.
Le bourg est aussi situé à 10 km au sud-ouest de Villefagnan, 11 km au nord-est d'Aigre et 12 km au sud de Ruffec.
La N 10 entre Angoulême et Poitiers passe 4 km à l'est du bourg. La commune est desservie par des routes départementales secondaires, et la D 185 passe au bourg.
La ligne Paris-Bordeaux traverse l'ouest de la commune. La gare la plus proche est celle de Luxé, à 6 km, desservie par des TER à destination d'Angoulême, Poitiers et Bordeaux.

### Hameaux et lieux-dits
Le hameau le plus important est Villesoubis, au sud de la commune sur la route de Ligné à Mansle. Au nord du bourg, on trouve un groupe de petits hameaux : la Faux, les Naturaud, Bec-Oiseau et les Delouche. Les Amiaux est en limite avec le bourg de Fontenille.

### Communes limitrophes
| Charmé | Salles-de-Villefagnan | Lonnes     |
| Ligné  | Juillé                | Fontenille |
|        | Luxé                  |            |

### Géologie et relief
Géologiquement, la commune est dans le calcaire du Jurassique du Bassin aquitain, comme tout le Nord-Charente. Plus particulièrement, l'Oxfordien (Jurassique supérieur) occupe la surface communale. Le sol est un calcaire argilo-marneux,,.
Le relief est celui d'une plaine d'une altitude moyenne de 90 m légèrement relevée à l'est. Le point culminant de la commune est à une altitude de 116 m, situé sur la limite nord. Le point le plus bas est à 56 m, situé le long du Bief sur la limite sud. Le bourg est à 85 m d'altitude.

### Hydrographie

#### Réseau hydrographique

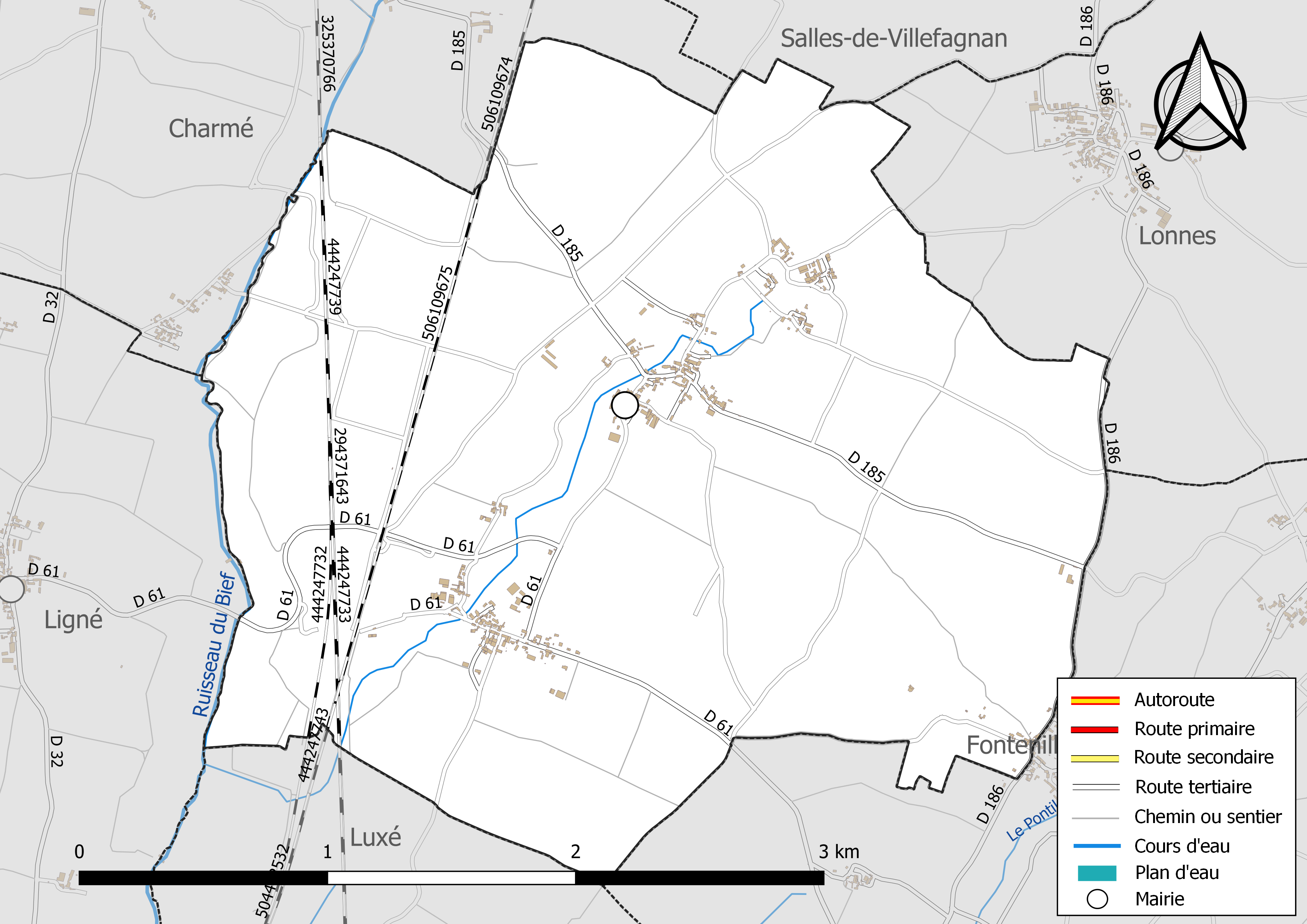
Réseaux hydrographique et routier de Juillé.

La commune est située dans le bassin versant de la Charente au sein  du Bassin Adour-Garonne. Elle est drainée par le ruisseau du Bief et par un petit cours d'eau, qui constituent un réseau hydrographique de 3 km de longueur totale,.
La commune est limitée à l'ouest par le Bief, petit affluent de la Charente sur sa rive droite à Luxé. Le Bief est un ruisseau intermittent qui descend de Courcôme et coule vers le sud.
Un affluent du Bief, le Grand Pré, lui aussi à sec en été, prend sa source par une fontaine à Bec-Oiseau et traverse le bourg et Villesoubis. Sur son cours près du Châtelut on trouve une petite source, la Font Ronde.

#### Gestion des eaux
Le territoire communal est couvert par le schéma d'aménagement et de gestion des eaux (SAGE) « Charente ». Ce document de planification, dont le territoire correspond au bassin de la Charente, d'une superficie de 9 300 km2, a été approuvé le 19 novembre 2019. La structure porteuse de l'élaboration et de la mise en œuvre est l'établissement public territorial de bassin Charente. Il définit sur son territoire les objectifs généraux d’utilisation, de mise en valeur et de protection quantitative et qualitative des ressources en eau superficielle et souterraine, en respect des objectifs de qualité définis dans le troisième SDAGE  du Bassin Adour-Garonne qui couvre la période 2022-2027, approuvé le 10 mars 2022.

### Climat
Comme dans les trois quarts sud et ouest du département, le climat est océanique aquitain.

## Urbanisme

### Typologie
Au 1er janvier 2024, Juillé est catégorisée commune rurale à habitat très dispersé, selon la nouvelle grille communale de densité à 7 niveaux définie par l'Insee en 2022.
Elle est située hors unité urbaine et hors attraction des villes,.

### Occupation des sols
L'occupation des sols de la commune, telle qu'elle ressort de la base de données européenne d’occupation biophysique des sols Corine Land Cover (CLC), est marquée par l'importance des territoires agricoles (82,4 % en 2018), en diminution par rapport à 1990 (83,5 %). La répartition détaillée en 2018 est la suivante : 
terres arables (67,3 %), zones agricoles hétérogènes (15,1 %), forêts (12,5 %), zones urbanisées (3,5 %), zones industrielles ou commerciales et réseaux de communication (1,6 %). L'évolution de l’occupation des sols de la commune et de ses infrastructures peut être observée sur les différentes représentations cartographiques du territoire : la carte de Cassini (XVIIIe siècle), la carte d'état-major (1820-1866) et les cartes ou photos aériennes de l'IGN pour la période actuelle (1950 à aujourd'hui).

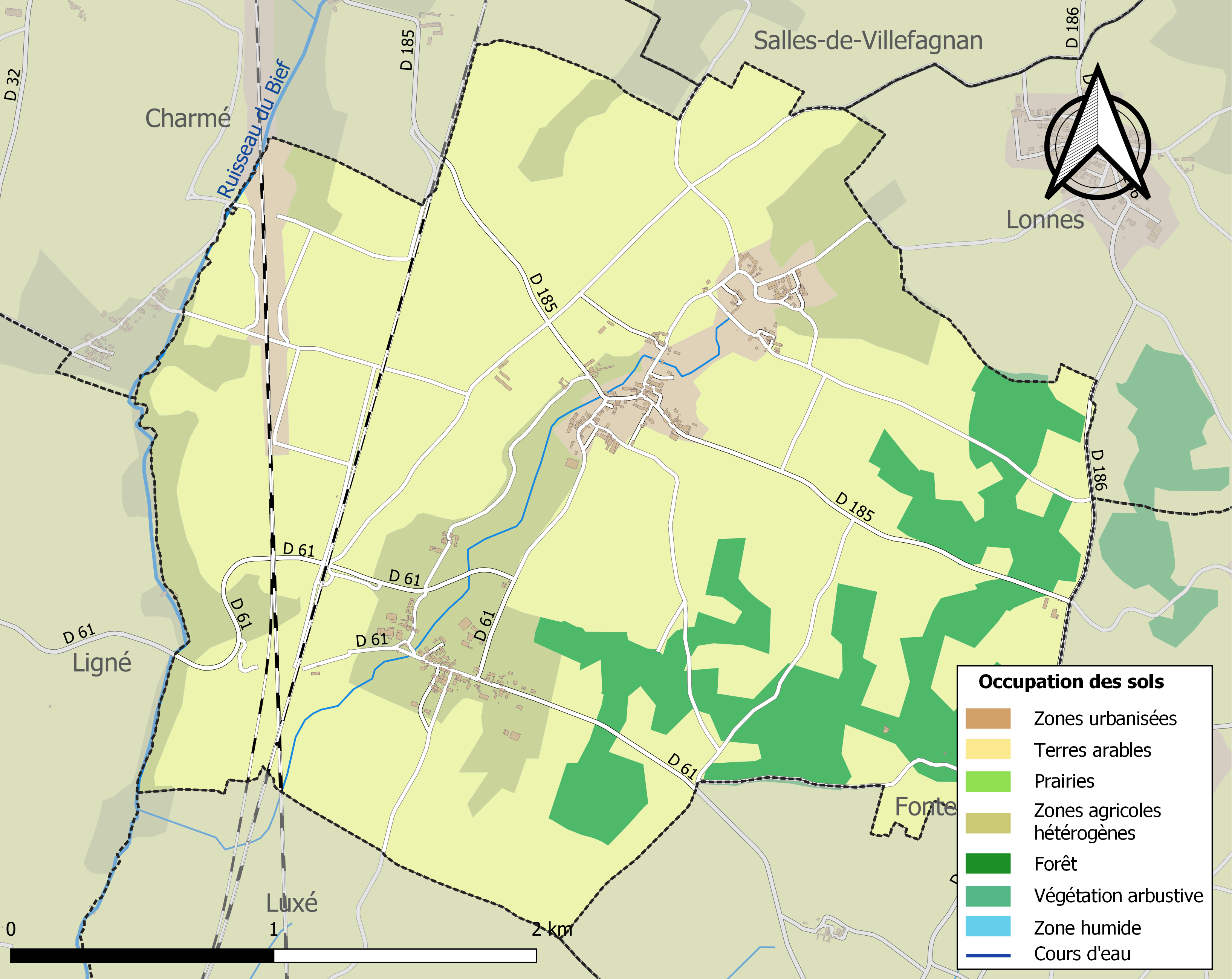
Carte des infrastructures et de l'occupation des sols de la commune en 2018 (CLC).

### Risques majeurs
Le territoire de la commune de Juillé est vulnérable à différents aléas naturels : météorologiques (tempête, orage, neige, grand froid, canicule ou sécheresse) et séisme (sismicité modérée). Un site publié par le BRGM permet d'évaluer simplement et rapidement les risques d'un bien localisé soit par son adresse soit par le numéro de sa parcelle.

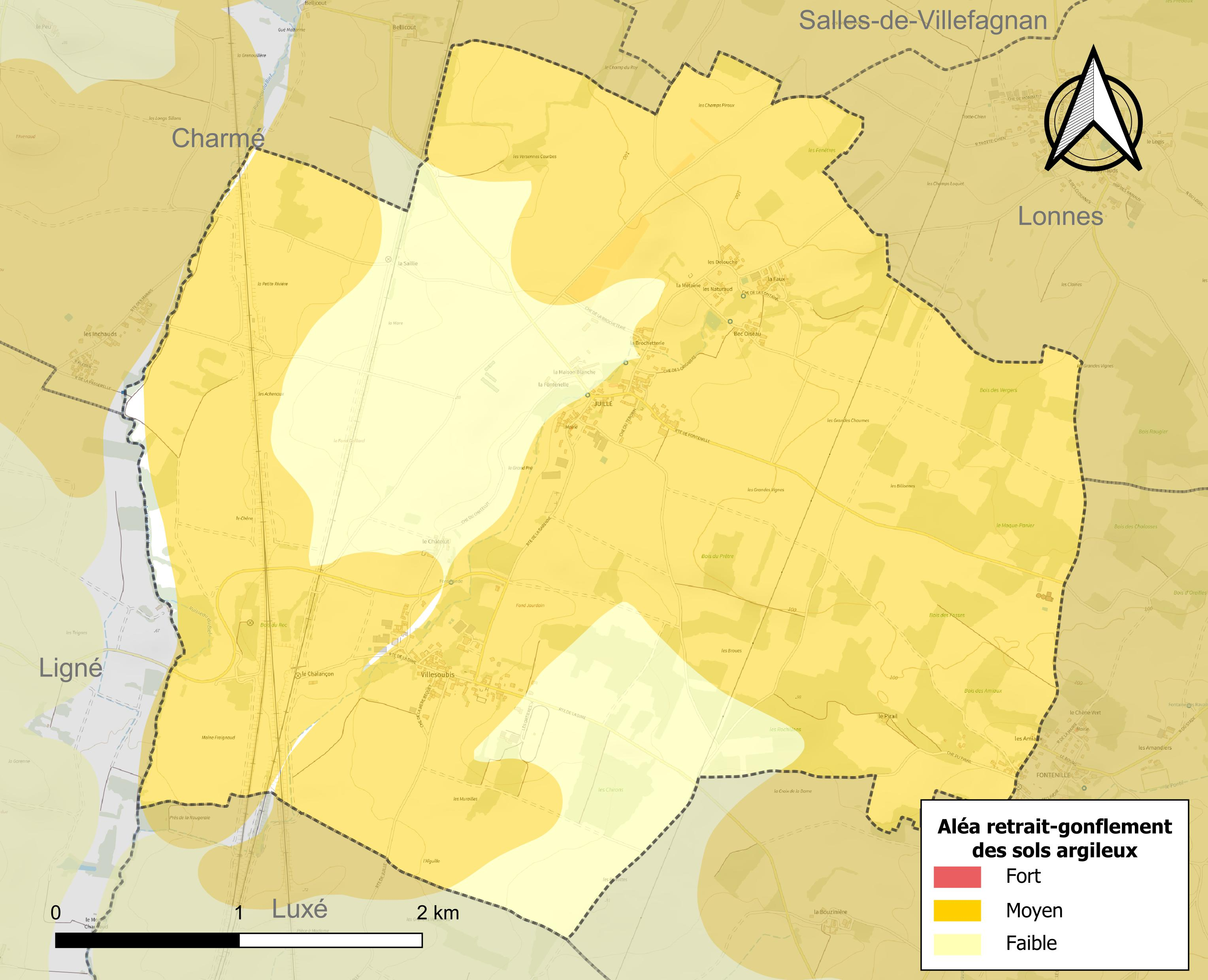
Carte des zones d'aléa retrait-gonflement des sols argileux de Juillé.

Le retrait-gonflement des sols argileux est susceptible d'engendrer des dommages importants aux bâtiments en cas d’alternance de périodes de sécheresse et de pluie. 76,5 % de la superficie communale est en aléa moyen ou fort (67,4 % au niveau départemental et 48,5 % au niveau national). Sur les 119 bâtiments dénombrés sur la commune en 2019,  108 sont en aléa moyen ou fort, soit 91 %, à comparer aux 81 % au niveau départemental et 54 % au niveau national. Une cartographie de l'exposition du territoire national au retrait gonflement des sols argileux est disponible sur le site du BRGM,.
Par ailleurs, afin de mieux appréhender le risque d’affaissement de terrain, l'inventaire national des cavités souterraines permet de localiser celles situées sur la commune.
La commune a été reconnue en état de catastrophe naturelle au titre des dommages causés par les inondations et coulées de boue survenues en 1982, 1983 et 1999. Concernant les mouvements de terrains, la commune a été reconnue en état de catastrophe naturelle au titre des dommages causés par la sécheresse en 2005 et par des mouvements de terrain en 1999.

## Toponymie
Une forme ancienne est Juliaco vers le XVe siècle.
Comme Juillac-le-Coq et Juillaguet dans le même département, l'origine du nom de Juillé remonterait à l'anthroponyme romain Julius auquel est apposé le suffixe -acum, ce qui correspondrait à Juliacum, « domaine de Julius »,.
La limite des noms en -ac (dans le Sud de la France) et des noms en -é, -ay ou -y (dans le Nord), qui traverse la France d'ouest en est, traverse le nord-ouest du département de la Charente entre Rouillac/Montigné et Bernac/Londigny. Juillé est donc dans cette seconde zone.

## Histoire
Aux Perrottes, les vestiges d'une villa romaine ont été trouvés, et une fibule en bronze à l'image d'un poisson y a été trouvée.
Dès le XIIe siècle, Juillé était le siège d'un prieuré qui appartenait à l'abbaye de Nanteuil. Au XVIIIe siècle, ce prieuré dépendait de l'abbaye du Vallon, en Normandie.
Au Moyen Âge, la paroisse de Juillé était en Angoumois mais faisait partie du diocèse de Poitiers.
Le hameau du Châtelet était un arrière-fief, qui, dans la première moitié du XVIe siècle, appartenait à la famille d'Alloue.
Au début du XXe siècle, la seule industrie de la commune était une scierie implantée au bourg.

## Administration
| Période                                  | Période  | Identité      | Étiquette | Qualité             |
| ---------------------------------------- | -------- | ------------- | --------- | ------------------- |
| Les données manquantes sont à compléter. |          |               |           |                     |
| 2001                                     | 2008     | Francis Flaud |           |                     |
| 2008                                     | En cours | Pascal Kaud   | SE        | Agriculteur éleveur |

En 2008 les élus de Juillé se sont fédérés à l'initiative des élus du Pays Ruffécois avec 17 communes du Nord Charente et 5 des Deux-Sèvres en une fédération qui demande des compensations aux nuisances que va leur apporter la LGV Sud Europe Atlantique.

## Démographie

### Évolution démographique
L'évolution du nombre d'habitants est connue à travers les recensements de la population effectués dans la commune depuis 1793. Pour les communes de moins de 10 000 habitants, une enquête de recensement portant sur toute la population est réalisée tous les cinq ans, les populations de référence des années intermédiaires étant quant à elles estimées par interpolation ou extrapolation. Pour la commune, le premier recensement exhaustif entrant dans le cadre du nouveau dispositif a été réalisé en 2007.

En 2022, la commune comptait 176 habitants, en évolution de −6,38 % par rapport à 2016 (Charente : −0,48 %, France hors Mayotte : +2,11 %).
| 1793 | 1800 | 1806 | 1821 | 1831 | 1841 | 1846 | 1851 | 1856 |
| ---- | ---- | ---- | ---- | ---- | ---- | ---- | ---- | ---- |
| 737  | 777  | 768  | 800  | 843  | 811  | 790  | 779  | 668  |

| 1861 | 1866 | 1872 | 1876 | 1881 | 1886 | 1891 | 1896 | 1901 |
| ---- | ---- | ---- | ---- | ---- | ---- | ---- | ---- | ---- |
| 650  | 666  | 643  | 629  | 596  | 518  | 489  | 433  | 393  |

| 1906 | 1911 | 1921 | 1926 | 1931 | 1936 | 1946 | 1954 | 1962 |
| ---- | ---- | ---- | ---- | ---- | ---- | ---- | ---- | ---- |
| 378  | 361  | 296  | 306  | 304  | 294  | 307  | 288  | 265  |

| 1968 | 1975 | 1982 | 1990 | 1999 | 2006 | 2007 | 2012 | 2017 |
| ---- | ---- | ---- | ---- | ---- | ---- | ---- | ---- | ---- |
| 232  | 218  | 206  | 198  | 181  | 185  | 186  | 192  | 184  |

| 2022 | - | - | - | - | - | - | - | - |
| ---- | - | - | - | - | - | - | - | - |
| 176  | - | - | - | - | - | - | - | - |

### Pyramide des âges
La population de la commune est relativement âgée.
En 2018, le taux de personnes d'un âge inférieur à 30 ans s'élève à 27,2 %, soit en dessous de la moyenne départementale (30,2 %). À l'inverse, le taux de personnes d'âge supérieur à 60 ans est de 30,5 % la même année, alors qu'il est de 32,3 % au niveau départemental.
En 2018, la commune comptait 94 hommes pour 90 femmes, soit un taux de 51,09 % d'hommes, largement supérieur au taux départemental (48,41 %).
Les pyramides des âges de la commune et du département s'établissent comme suit.
| Hommes | Classe d’âge | Femmes |
| ------ | ------------ | ------ |
| 0,0    | 90 ou +      | 1,1    |
| 9,6    | 75-89 ans    | 13,3   |
| 17,0   | 60-74 ans    | 20,0   |
| 24,5   | 45-59 ans    | 25,6   |
| 18,1   | 30-44 ans    | 16,7   |
| 12,8   | 15-29 ans    | 10,0   |
| 18,1   | 0-14 ans     | 13,3   |

| Hommes | Classe d’âge | Femmes |
| ------ | ------------ | ------ |
| 1      | 90 ou +      | 2,7    |
| 9,2    | 75-89 ans    | 12     |
| 20,6   | 60-74 ans    | 21,3   |
| 20,7   | 45-59 ans    | 20,3   |
| 16,8   | 30-44 ans    | 16     |
| 15,6   | 15-29 ans    | 13,4   |
| 16,1   | 0-14 ans     | 14,3   |

## Lieux et monuments

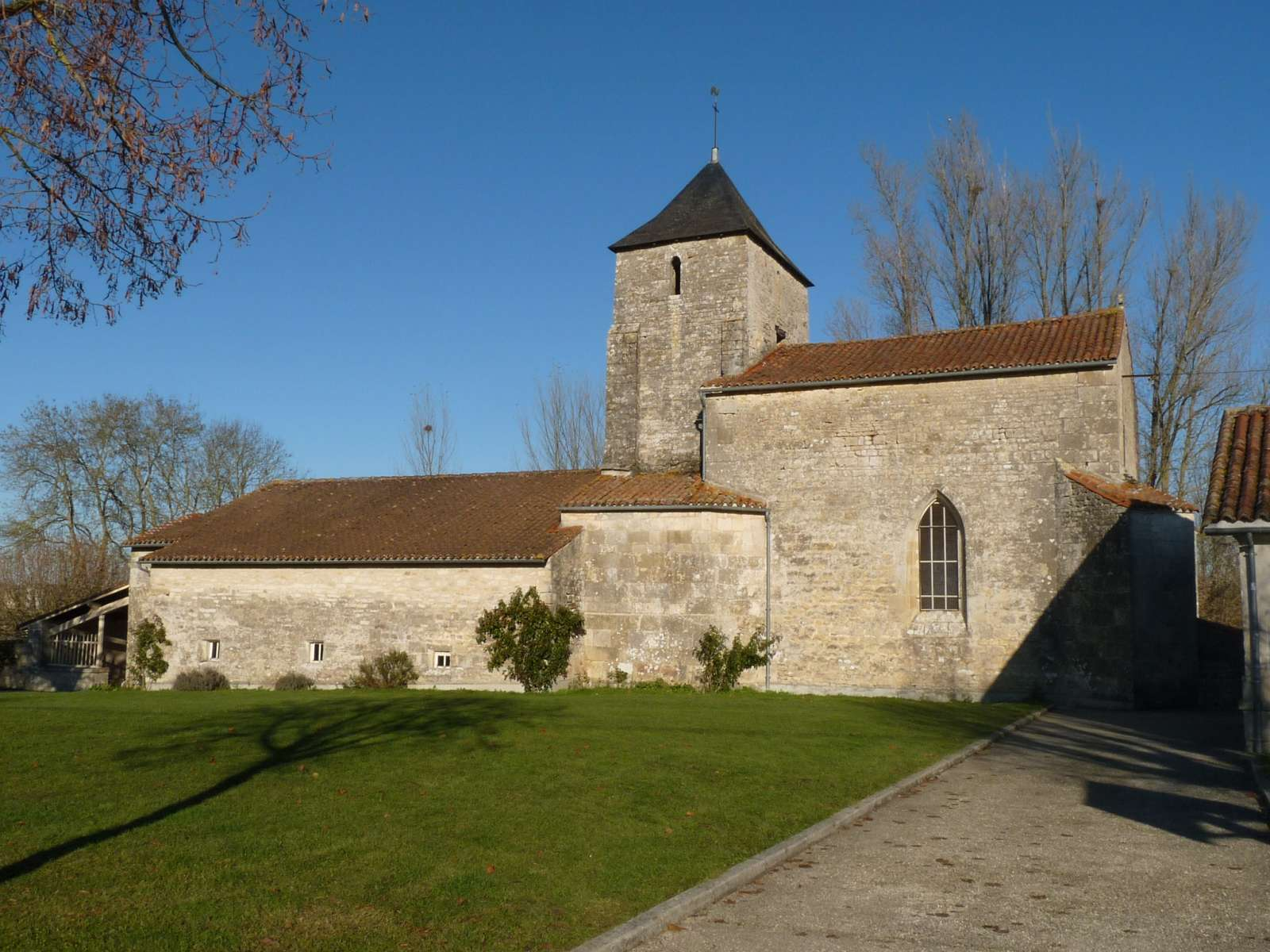
L'église.

L'église paroissiale Saint-Jean-Baptiste était un prieuré.